# Tegenpaus Novatianus
Novatianus, de tweede tegenpaus binnen de Katholieke Kerk, in 251 door drie bisschoppen gewijd, verzette zich tegen het beleid van paus Cornelius.

## Vroegste leven
Weinig is over hem bekend. Paus Cornelius vermeldt hem in zijn brief naar Fabius van Antiochië en beweert dat hij een seizoen bezeten geweest is door de duivel maar dat hij hiervan hersteld zou zijn.
Toen het er op leek dat hij ging sterven is hij nog snel gedoopt geworden maar deze riten zijn na zijn herstel nooit voltooid. Hierdoor rees er veel protest toen hij door de paus (vermoedelijk paus Fabianus) tot priester gewijd werd. Hij bleek echter een zeer geleerd man te zijn die geschoold was in het schrijven van literaire werken. Hij stond in Rome bekend als een zeer vroom en plichtsgetrouw man. Hier kwam verandering in toen na een periode van 38 jaar zonder vervolgingen keizer Decius in 250 nieuwe vervolgingen instelde. Paus Fabianus stierf de martelaarsdood op 20 januari van dat jaar en door de vervolgingen was men niet staat een nieuwe paus te benoemen.

## Schisma van Novatianus
Novatianus werd er later door paus Cornelius van beschuldigd dat hij uit lafheid en angst voor zijn leven het priesterschap afzwoer en zei dat hij voor een andere filosofie gekozen had. Dit zou er volgens sommigen op wijzen dat hij een ascetisch leven verkoos boven het priesterschap.
Tijdens de vervolgingen schreef hij verschillende brieven aan de christenen te Rome waarin hij het onderwerp bespreekt van de vele christenen in Carthago die tijdens de vervolgingen uit angst hun geloof afgezworen hadden en die zonder boetedoening terug in de kerk opgenomen wilden worden. Hierover ontstaat er een conflict met St. Cyprianus over de mate van de boetedoening. In deze krijgt deze laatste de steun van de latere paus Cornelius.
Wanneer paus Cornelius tijdens het afzwakken van de vervolgingen begin 251 tot paus uitgeroepen wordt, leidt dit ertoe dat Novatianus - die eerder plechtig gezworen had nooit bisschop te willen worden - zichzelf uitroept tot tegenpaus. Gedurende de rest van het jaar 251 is de katholieke kerk verdeeld over wie nu de correcte paus is. Beiden benoemen nieuwe bisschoppen ter vervanging van zetelende om zo meer steun te verwerven. Eind 251 slaagt paus Cornelius er dan in om zestig bisschoppen bijeen te krijgen (vermoedelijk allemaal uit Italië en omringende eilanden) en wordt Novatianus in de ban gedaan.
De aanvankelijke steun die Novatianus had gekregen, gezien zijn veel grotere geleerdheid dan paus Cornelius (deze beheerste enkel het Vulgair Latijn en niet het klassieke Latijn van de oudheid noch Grieks), brokkelde snel af door zijn zeer strenge standpunt wat betreft de lapsi, degenen die tijdens de christenvervolgingen hun geloof afgezworenen hadden en zich weer tot het heidendom bekeerd hadden. Voor Novatianus was het ondenkbaar dat deze terug in de Kerk opgenomen konden worden. Paus Cornelius en zijn aanhangers daarentegen waren een veel milder standpunt toegedaan. Dit strenge standpunt op zich was nog geen ketterij maar dat werd het wel toen Novatianus verklaarde dat de Kerk niet bij machte is om voor dergelijke zonden absolutie te verlenen. Als gevolg hiervan kreeg Novatianus al gauw door de gehele Kerk het label van ketter opgehangen.

## Afloop en dood
Novatianus vluchtte naar Rome waar hij hoogstwaarschijnlijk net zoals paus Cornelius (onthoofd in 253) de martelaarsdood stierf tijdens de hernieuwde christenvervolgingen.
Cursief: tegenpaus